# وادي سيدي عيش
وادي سيدي عيش وادٍ بالجنوب الغربي التونسي، يسيل بين قرية سيدي عيش ومدينة قفصة.